# Carlo Maria Viganò
Carlo Maria Viganò (Varese, 16 januari 1941) is een Italiaanse voormalige aartsbisschop van de Rooms-Katholieke Kerk, voormalig staatssecretaris van Vaticaanstad, voormalig diplomaat van de Heilige Stoel en nuntius in de Verenigde Staten. Hij is een uitgesproken tegenstander van het Tweede Vaticaanse Concilie en van paus Franciscus, wiens rechtmatigheid als opperhoofd van de katholieke kerk hij betwist.

## Levensloop
Op 24 maart 1968 ontving Viganò de priesterwijding. Vervolgens werd hij opgenomen in het bisdom Pavia. In 1973 trad hij in dienst bij de diplomatieke dienst van de Heilige Stoel. Vervolgens werd hij apostolische nuntius in Irak en het Verenigd Koninkrijk. Tussen 1978 en 1989 was hij werkzaam bij het staatssecretariaat van de Heilige Stoel. Op 4 april 1989 werd Viganò aangesteld als permanente waarnemer bij de Raad van Europa in Straatsburg.
Op 3 april 1992 benoemde paus Johannes Paulus II hem tot titulair aartsbisschop van Ulpiana en werd hij benoemd tot apostolisch nuntius in Nigeria. Op 26 april vond zijn bisschopswijding plaats. Co-consecratoren bij de wijding waren kardinaal-staatssecretaris Angelo Sodano en aartsbisschop van Krakau, kardinaal Franciszek Macharski. Op 4 april 1998 benoemde paus Johannes Paulus II hem tot delegaat in het Vaticaanse staatssecretariaat.
Paus Benedictus XVI benoemde hem op 16 juli 2009 tot secretaris-generaal van de pauselijke Commissie voor de Staat Vaticaanstad, als opvolger van Renato Boccardo. Op 19 oktober 2011 benoemde paus Benedictus XVI hem tot apostolisch nuntius in de Verenigde Staten. Deze benoeming werd voorafgegaan door gelekte brieven waarin Viganò wijst op zijn inspanningen ter bestrijding van corruptie en vriendjespolitiek en het verlangen uit, om zijn huidige taak te mogen blijven vervullen. Viganò trad in 2016 terug als nuntius.

## De zaak-McCarrick
Op 25 augustus 2018 publiceerde de oud-nuntius een 11 pagina's tellend memorandum, waarin hij stelt dat paus Franciscus al lang wist van het misbruik dat gepleegd werd door voormalig kardinaal en voormalig aartsbisschop van Washington Theodore Edgar McCarrick en te laat in actie kwam. Viganò stelt dat Franciscus kort nadat hij in maart 2013 als paus was aangetreden, sancties die door zijn voorganger paus Benedictus aan McCarrick opgelegd waren, heeft verzacht. McCarrick zou daarna een belangrijke rol hebben gespeeld als adviseur bij de benoeming van nieuwe (aarts)bisschoppen in de Verenigde Staten. In zijn memorandum roept de vroegere kerkelijke topdiplomaat paus Franciscus op om af te treden. In het rapport-McCarrick dat het Vaticaan op 10 november 2020 opstelde daarentegen, sloeg Viganò zelf een opdracht van het Vaticaan in de wind om een beschuldiging tegen McCarrick te onderzoeken, en is er geen enkel bewijs voor de bewering van Viganò dat hij paus Franciscus zou hebben ingelicht.

## Uitstoting uit de kerkgemeenschap
Nadien is Viganò zich in steeds fellere bewoordingen tegen het laatste Concilie en tegen paus Franciscus gaan keren, die hij als aartsketter en Antichrist diffameerde. Op 5 juli 2024 was de maat ten slotte vol en werd de afvallige prelaat geëxcommuniceerd.

### Onderscheiding
- 2000: grootkruis van de Orde van Verdienste van de Republiek Italië